# Graeme Lowdon
Graeme Lowdon (Corbridge, 23 aprile 1965) è un imprenditore e dirigente sportivo britannico, amministratore delegato e direttore sportivo della Manor.

## Biografia
Originario di Corbridge, Lowdon è cresciuto a Stocksfield. Ha ottenuto una laurea ed un master in Ingegneria Meccanica presso l'Università di Sheffield, e infine un MBA presso l'Università di Newcastle. Inizialmente ha lavorato nel settore energetico nel nord dell'Inghilterra e a Singapore, prima di entrare nell'ABB Group come parte del team di vendita internazionale per la loro divisione energetica. Egli rilevò che un potenziale cliente possedesse anche un team di IndyCar negli Stati Uniti, e aiutò quindi ad organizzare un accordo di sponsorizzazione con la squadra. 
Nel 1996 Lowdon è tornato nel Regno Unito e ha creato Industry On-line, che fornisce piattaforme di trading online per l'industria. Egli ha anche cofondato Eiger Racing, un team di Formula Renault. Avendo investimenti garantiti da 3i, ha trasformato Industry On-line in Just2Clicks, che fu quotata nell'Alternative Investment Market, un sub-market del London Stock Exchange, nel 2000. Alla fine del 2000 Lowdon si unisce alla Manor Motorsport in un ruolo commerciale non esecutivo. 
Nel 2002 ha cofondato Nomad Digital, ora il principale fornitore al mondo della comunicazione di dati per il settore dei trasporti, specializzata nella fornitura di WiFi sui treni.
Ha aiutato Manor Motorsport a svilupparsi in un team di Formula Uno. Lowdon aveva forti legami con il Virgin Group di Richard Branson, essendo Virgin Trains uno dei clienti di Nomad Digital. Ha usato così questi legami per creare il team Virgin Racing. Il 30 ottobre 2015, un anno dopo la morte di Jules Bianchi, il team annunciò le dimissioni sia di Lowdon sia del capo team John Booth, che sarebbero avvenute alla fine del 2015, citando differenze di visione con il proprietario del team Stephen Fitzpatrick.